# Terence Arnold
Terence Arbuthnot Arnold (ur. 5 kwietnia 1901 w Peszawarze, zm. 5 lipca 1986 w Salisbury) – brytyjski bobsleista, medalista olimpijski.

## Występy na IO
| Rok  | Igrzyska Olimpijskie | Konkurencja             | Wyniki        |
| 1924 | Chamonix 1924        | czwórki/piątki mężczyzn | srebrny medal |